# Pokémon Unite
Pokémon Unite è un videogioco MOBA free-to-play sviluppato da TiMi Studio Group e pubblicato da The Pokémon Company per Nintendo Switch, iOS e Android. Distribuito per la console portatile Nintendo nel luglio 2021, il gioco dispone di una funzionalità cross-platform con le versioni mobile pubblicate nel settembre dello stesso anno.

## Sviluppo
Il primo progetto di MMO a tema Pokémon risale al 2004.
Pokémon Unite è stato annunciato durante il Pokémon Presents del 24 giugno 2020. Disponibile inizialmente come closed beta solamente in Cina, nel marzo 2021 è stata resa disponibile una beta per gli utenti canadesi.

## Accoglienza
| Testata                         | Giudizio |
| ------------------------------- | -------- |
| Metacritic (media al 31-7-2021) | 69/100   |
| IGN                             | 6/10     |
| Multiplayer.it                  | 7,8/10   |
| Nintendo Life                   | 6/10     |

Pokémon Unite ha ricevuto recensioni "miste o nella media" da parte della critica, con un punteggio attuale di 69/100 sull'aggregatore Metacritic. IGN ha assegnato al gioco un voto di 6/10, criticando alcune microtransazioni che favoriscono il «pay-to-win».
Alessandra Borgonovo della testata giornalistica online italiana Multiplayer.it ha definito il gioco "semplice e divertente" e ha lodato la presenza di partite veloci, pur trovando l'autoaim abbastanza fastidioso in alcune occasioni e sottolineando come la presenza di poche modalità di gioco rischia di far scemare l'interesse: